# Angel Grave
Angel Grave nacido el 13 de abril en León (estado de Guanajuato, México) es un diseñador de moda mexicano y director creativo de la marca Angel Grave.

## Biografía
Después de su infancia en León, se traslada con sus hermanos a la Ciudad de México en 1986 para continuar su escolaridad, durante este período convivirá con sus abuelos,  sastre y modista de profesión, quienes  le inculcarán la vocación de su futura profesión en la moda; posteriormente ingresará en la universidad para cursar la carrera de contabilidad y finanzas.
Desde el final de su carrera trabajó como financiero en diferentes entidades bancarias. 
En 2012 decide abandonar el mundo de la banca para regresar a la profesión de sus ancestros iniciando la carrera de diseñador de moda en el campus en la Ciudad de México del Instituto de Moda Burgo (Milan).
Posteriormente se convertirá en maestro en dicha escuela de moda y coordinador escolar de la misma.
Paralelamente, Angel Grave inició su negocio de moda en 2013 creando la marca que lleva su nombre y presentando su primera colección (Otoño Invierno 2014) este mismo año en la pasarela “Mexican Fashion Show” en el  “Spoke Club” de Toronto (Canadá).
Actualmente forma parte de los diseñadores mexicanos que cada temporada presentan su nueva colección siendo reconocido en el mundo del diseño de México. Desde 2019 forma parte de la asociación de moda "The Fashion Group International México".

## Otros proyectos
En 2018 Angel Grave participa en la fundación del "Colectivo Creativo de Moda", espacio colaborativo donde profesionales de la moda encuentran apoyo para desarrollar sus actividades. En él participan desde diseñadores, sastres o joyeros hasta fotógrafos, publicistas o estudiantes de moda.

## Colecciones

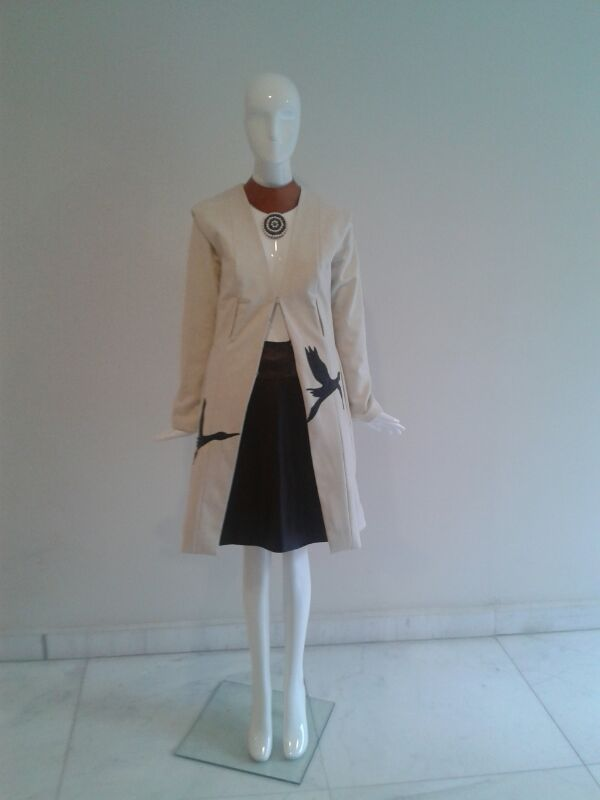
Abrigo colección Otoño Invierno 2013 inspiración otomí

- Primavera Verano 2013 (práctica inédita)
- Otoño Invierno 2013 “Mexican Inspiration, Special edition”, presentada en la pasarela “Mexican Fashion Show” en el  “Spoke Club” de Toronto (Canadá) en agosto de 2013 y en “IM trend Zone” de la feria Intermoda en Guadalajara (México) en enero de 2014.
- Colección “B-Side”
- Primavera Verano 2014 “Traslucida”, presentada en la pasarela “Vallarta Fashion Awards” de Puerto Vallarta (México) en abril de 2014
- Otoño Invierno 2014 “Star-Wars”, presentada en la pasarela “Intermoda”  en Guadalajara (México) en julio de 2014 y en la plataforma Google+ Fashion 2014 en la Ciudad de México.
- Primavera verano 2015 “Simple”, presentada en la pasarela “Intermoda” en Guadalajara (México) en enero de 2015.
- Otoño Invierno 2015 “Modo Avión”, presentada en la pasarela “Intermoda” en Guadalajara (México) en julio de 2015.
- Primavera Verano 2016 “Alma Latina” presentada en "Minerva Fashion" Guadalajara (México) en octubre de 2015
- Otoño Invierno 2016 “Revival”
- Primavera Verano 2017 “Truth Beauty”, presentada en la pasarela "Mercedes Benz fashion Week” en Panamá en octubre de 2016 con la interpretación en vivo de la artista panameña Yomira John; y posteriormente en el "Hotel W" de la Ciudad de México en noviembre de 2016
- Otoño Invierno 2017 “San Carlos”
- Primavera Verano 2018 “Paint Brush”, presentada en la pasarela “Yo Soy” en Guadalajara en noviembre de 2017 y en la pasarela “Experiencia Moda Premio- La semanita no oficial de la moda mexicana” en Ciudad de México en febrero de 2018
- Otoño Invierno 2018 “Reediciones”
- Primavera Verano 2019 “Expresiones”
- Crucero 2019 “Rosé”
- Otoño Invierno 2019 "Sin Fronteras" presentada  en la pasarela de la primera edición de "La Baja está de Moda" en Tijuana, México en julio de 2019
- Primavera Verano 2020 "Aventura", presentada en la pasarela "Mercedes Benz Fashion Week" en Ciudad de México en octubre de 2019 en conjunto con otros diseñadores egresados del "Istituto di Moda Burgo" 

## Participaciones
Primera Muestra de moda mexicana en Barcelona, marzo de 2013, en donde Angel Grave presentó un corsé tejido a mano.
Concurso "Vogue Who's on Next 2015" (Vogue México) quedando entre los 15 semifinalistas.
Concurso "Vogue Who's on Next 2017) (Vogue México) entre los 12 semifinalistas.
Concurso  "Vogue Who's on Next 2018) (Vogue México) entre los 6 finalistas.